# 로보폼
로보폼(RoboForm)은 사용자가 액세스하는 모든 웹사이트에 대해 안전하고 고유한 비밀번호를 가질 수 있도록 하는 소프트웨어 클래스인 비밀번호 관리자이다. 이는 미국 회사인 시버 시스템스(Siber Systems)에서 개발한 시중에 나와 있는 오래된 비밀번호 관리자 중 하나로, 구독 플랜이 포함된 프리미엄 제품으로 배포되며 macOS, Windows, iOS 및 안드로이드 (운영체제)에서 사용할 수 있으며 웹 브라우저용 플러그인으로 사용할 수 있다.

## 개요
시버 시스템스는 바딤 마슬로프가 1995년 버지니아주 페어팩스에 본사를 두고 설립한 회사이다. 이 회사는 유용하고 상업적으로 실행 가능한 기술을 생산하기 위해 텍스트 구문 분석, 편집 및 변환에 대한 연구를 활용하기 위해 설립되었다. 그들은 1999년에 첫 번째 소비자 제품으로 로보폼을 출시했다.
로보폼은 처음에는 양식 작성 유틸리티였으며 완전한 비밀번호 관리자로 추가 개발된 후 비밀번호 생성기, 비밀번호 캡처기, 비밀번호 가져오기, 다단계 인증 및 보안 비밀번호 공유 기능을 제공했다.
로보폼의 첫 번째 비즈니스 버전은 2009년에 출시되었다. 2010년에는 개인을 위한 프리미엄 크로스 플랫폼 구독 서비스가 도입되었으며 2015년 시버 시스템스는 SaaS(서비스형 소프트웨어) 솔루션으로 로보폼을 출시했다. 프리미엄(Freemium) 모델은 2017년부터 출시되었다.